# Jambufruchttaube

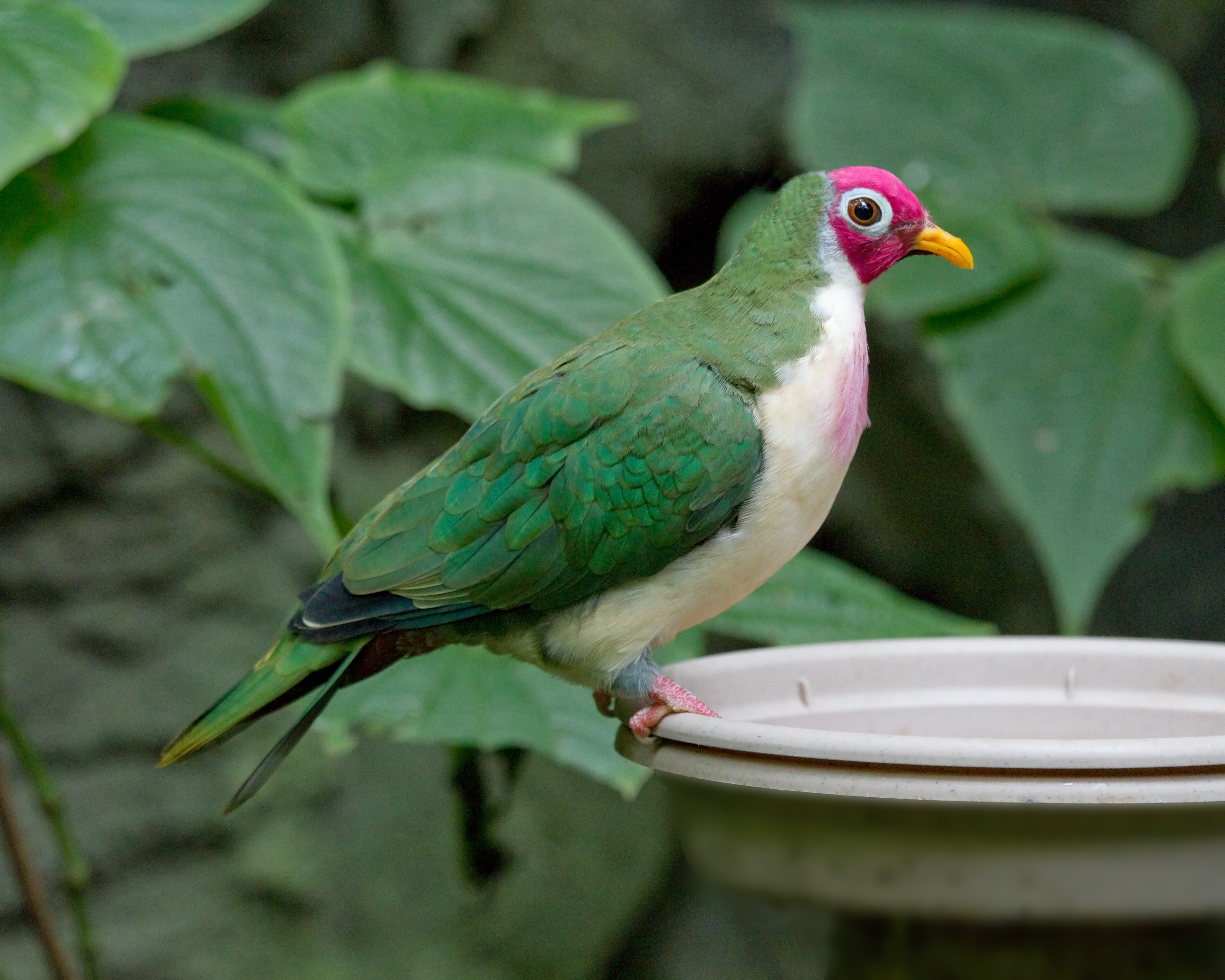
Jambufruchttaube

Die Jambufruchttaube (Ptilinopus jambu), auch Purpurfruchttaube genannt, ist eine Art der Taubenvögel. Sie kommt nur in Südostasien vor.
Im Gegensatz zu vielen anderen der farbenprächtigen Flaumfußtauben werden Jambufruchttauben nur selten in zoologischen Gärten gezeigt oder von Privathaltern gepflegt. Der erste Import nach Europa erfolgte zwar bereits 1870, eine Nachzucht dieser Art gelang bis jetzt jedoch nicht.

## Erscheinungsbild
Jambufruchttauben erreichen eine Körperlänge von 24 Zentimetern. Sie entsprechen damit in ihrer Körpergröße etwa einer Lachtaube. Es handelt sich bei der Art um eine kleine, kompakt gebaute Fruchttaube. Der Geschlechtsdimorphismus ist nicht sehr stark ausgeprägt.
Die Jambufruchttaube ist auf der Körperoberseite tief dunkelgrün. Die äußeren Schwanzfedern weisen ein graues Band am Ende auf. Auffällig ist die Gesichtsfärbung. Der Kopf ist mit Ausnahme des grünen Hinterkopfes leuchtend rosarot. Die Kehle ist schwarzbraun. Brust und Bauch sind ansonsten weiß. Die Brustmitte kann rosa überhaucht sein. Die Unterschwanzfedern sind rostbraun. Der Schnabel ist kräftig gelb. Die Iris ist rotbraun. Die Augenringe sind hell. Das Weibchen ist insgesamt etwas matter gefärbt. Bei Jungvögeln kann die Rosafärbung des Gesichts noch völlig fehlen.

## Verbreitung und Verhalten
Die Jambufruchttaube kommt von der Südspitze Thailands über Malaysia bis Borneo und Sumatra und bis in den Westen Javas vor. Es ist eine insgesamt nicht sehr häufige Taubenart, auch wenn sie lokal und saisonal gelegentlich gehäuft auftritt. Ihr Lebensraum sind primäre und sekundäre Wälder sowie Mangrovensümpfe. Sie frisst ausschließlich Früchte. Diese werden sowohl auf dem Boden aufgenommen als auch direkt von den Zweigen gepickt. Es ist eine nomadisch umherziehende Art. Jambufruchttauben, die in Beringungsaktionen auf Malaysia gefangen wurden, wurden später 800 Kilometer entfernt auf Sumatra wiedergefunden. Insbesondere im Winter finden sie sich in großer Anzahl auf Borneo ein.
Das Nest wird in einem Baum oder einem Strauch errichtet. Das Gelege besteht aus nur einem Ei. Es wird von beiden Elternvögeln bebrütet. Die Brutdauer ist nicht genau belegt, beträgt aber mindestens 10 Tage.

## Belege